# Liste der Monuments historiques in Cezais
Die Liste der Monuments historiques in Cezais führt die Monuments historiques in der französischen Gemeinde Cezais auf.

## Liste der Bauwerke
| Bezeichnung             | Beschreibung | Standort | Kennzeichnung | Schutzstatus | Datum | Bild           |
| ----------------------- | ------------ | -------- | ------------- | ------------ | ----- | -------------- |
| Schloss La Cressonnière |              | (Lage)   | PA00110064    | Inscrit      | 1930  | weitere Bilder |
| Kirche St-Hilaire       |              | (Lage)   | PA00110293    | Inscrit      | 1989  | weitere Bilder |
| Herrenhaus              |              | (Lage)   | PA85000036    | Inscrit      | 2010  |                |

## Liste der Objekte
- Monuments historiques (Objekte) in Cezais in der Base Palissy des französischen Kultusministeriums